# Евдокино (Пермский край)
Евдокино — деревня в Кишертском районе Пермского Края. Входит в Осинцевское сельское поселение.

## География
Деревня на р. Лёк, правом притоке р. Сылва. Расположена в 32 км. от села Осинцева.

## Население
| 2000 | 2004 | 2008 | 2010 | 2011 | 2012 | 2013 |
| ---- | ---- | ---- | ---- | ---- | ---- | ---- |
| 33   | ↘27  | ↗34  | ↘25  | →25  | ↗27  | ↗31  |
| 2015 | 2016 |      |      |      |      |      |
| ↗32  | ↘31  |      |      |      |      |      |

## Инфраструктура
В деревне объектов инфраструктуры нет.

## Транспорт
Автобусный маршрут «Пашёво-Кишерть».